# Manikata
Manikata is een klein dorp aan de rand van de gemeente Mellieħa in het noordwesten van Malta met 539 inwoners (november 2005). Vanaf het hoger gelegen dorp heeft men een overzicht over de landbouwgrond in de wijde omgeving. In 1920 bevonden zich in Manikata nog maar 12 huishoudens. De kleine kapel, die was gewijd aan Jozef van Nazareth, werd echter al snel te klein en in 1962 werd begonnen met de bouw van de huidige kerk. De voltooiing vond plaats in 1974.
Manikata staat vooral bekend om haar drie populaire stranden Golden Bay, Għajn Tuffieħa Bay en Gnejna Bay, die alle drie deel uitmaken van het nabijgelegen Għajn Tuffieħa. Elk van de stranden ligt in een eigen inham in de kliffen van de rotskust. Hierdoor hebben ze elk hun eigen karakter.

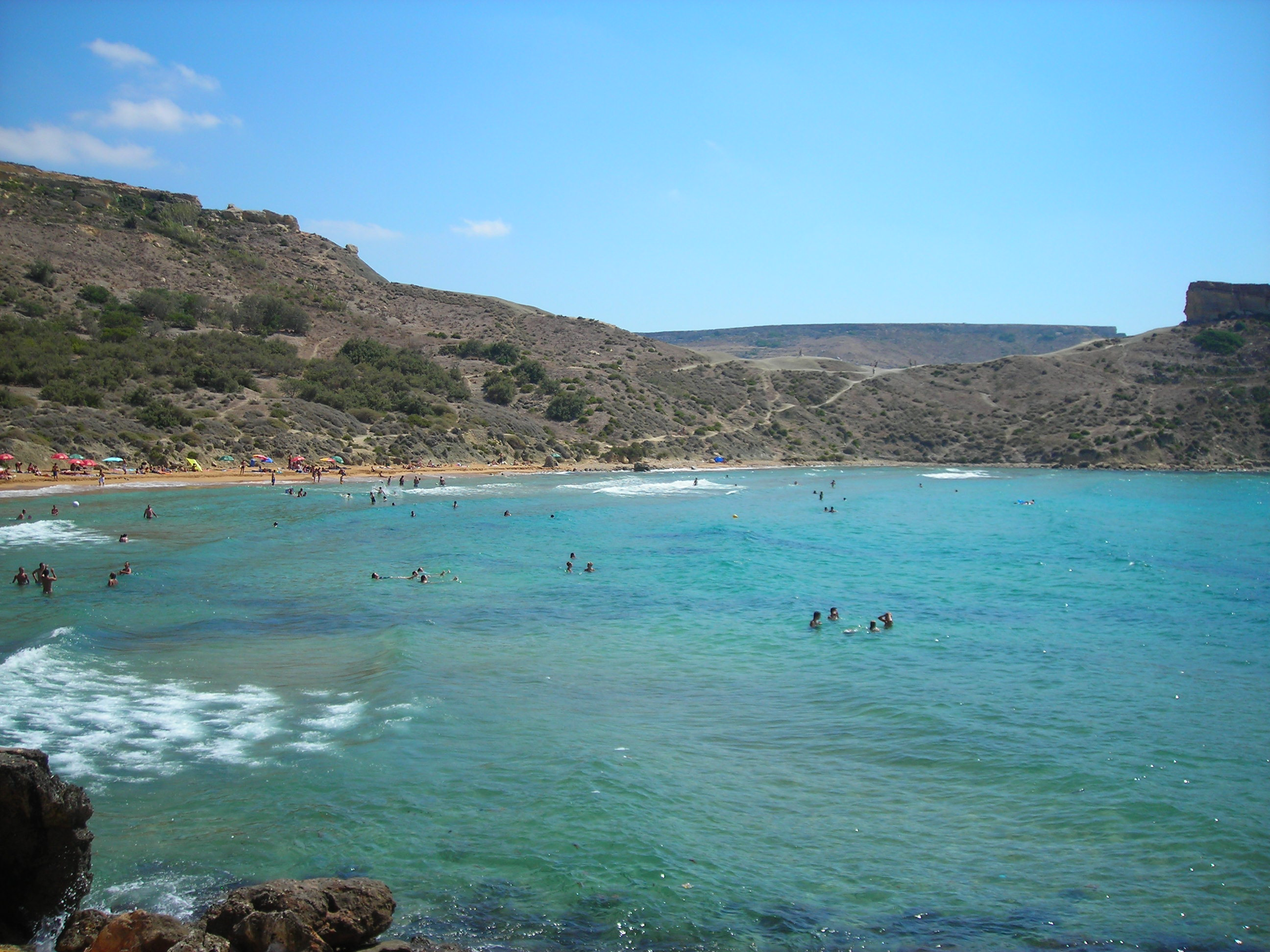
Għajn Tuffieħa Bay
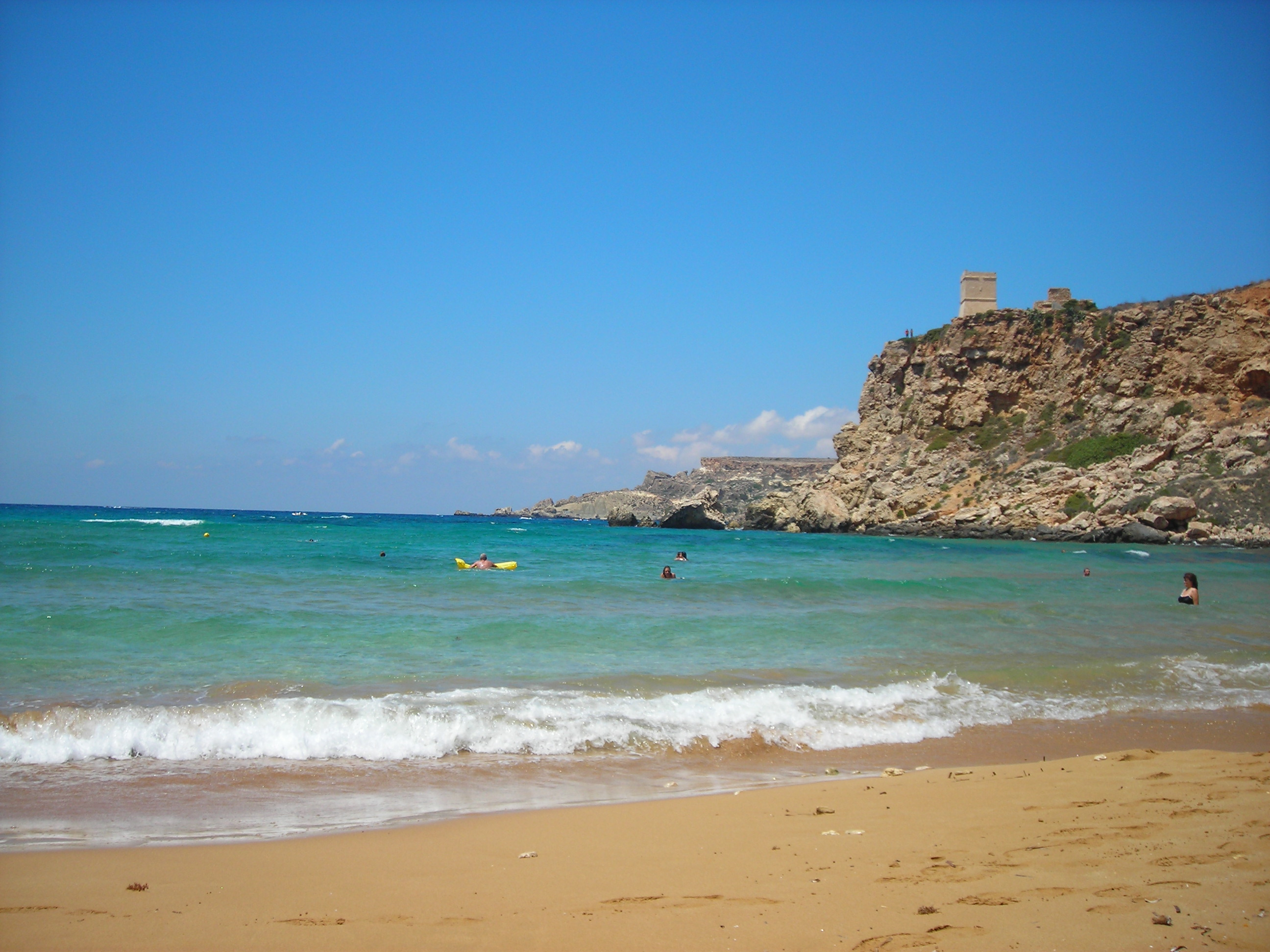
Għajn Tuffieħa Bay; rechts Għajn Tuffieħa Tower